# Alérgico
"Alérgico" é uma canção da cantora e compositora mexicana Anahí. Foi gravada para a versão deluxe de seu quinto álbum de estúdio, Mi Delirio (2010). A canção foi lançada como quarto single do álbum em 19 de outubro de 2010 pela gravadora EMI, chegando a primeira posição no iTunes México no mesmo dia.
Co-composta pela própria cantora em parceria com Ana Mónica Vélez Solano e Noel Schajris, foi produzida por Ettore Grenci, e chegou a segunda posição nas paradas de sucesso do México. A canção está presente também no EP Alérgico (Fan Edition) (2010), lançado exclusivamente nos Estados Unidos.

## Apresentações ao vivo
Anahí realizou uma performance da canção no Kids Choice Awards México em 04 de setembro de 2010, onde foi a primeira vez que ela divulgou a música. No mesmo mês, Anahí participou de várias edições do evento EXA, onde chegou a cantar a canção. Durante sua passagem pelo Brasil, em outubro, a cantora cantou a faixa em alguns programas de televisão como Programa do Gugu, Hebe, Domingo Legal e Tudo É Possível. Em 04 de dezembro a cantora apresentou a canção no Teleton Equador e no dia seguinte no Programa Décadas no México, com a participação de Noel Schajris. Ainda em dezembro, durante sua passagem pela Espanha, a cantora participou do programa Sálvame. A música foi incluída no setlist da turnê Mi Delirio World Tour.

## Vídeo musical
Em setembro de 2010, Anahí disse que estava preparando o vídeo clipe da canção, e que seria gravado depois de sua passagem pelo Brasil em outubro do mesmo ano. Em novembro, o produtor da cantora, disse através de sua conta no Twitter que a gravado EMI estava passando por problemas financeiros e que o vídeo clipe teria que ser cancelado.
A versão com Renne e com Noel tiverem seus respectivos vídeos musicais.

## Faixas e formatos
Download digital (versão álbum)
1. "Alérgico" – 3:56

Download digital (EP - Fan Edition)
1. "Alérgico" – 3:55
2. "Me Hipnotizas" – 3:51
3. "Pobre Tu Alma" – 3:18
4. "Mi Delirio" – 3:13
5. "Ni Una Palabra" – 2:48
6. "Aleph" – 4:15

## Desempenho
| Tabelas musicais (2010)        | Melhor posição |
| ------------------------------ | -------------- |
| México - Mexican Singles Chart | 2              |

## Prêmios e indicações
| Ano  | Prêmiação             | Categoria     | Resultado |
| ---- | --------------------- | ------------- | --------- |
| 2011 | Radio Tiempo Colombia | Canção do Ano | Venceu    |
| 2011 | Premios Juventud      | Melhor Balada | Indicado  |

## Histórico de lançamento
| Data                   | Formato                             | Gravadora |
| ---------------------- | ----------------------------------- | --------- |
| 10 de setembro de 2010 | Airplay                             | EMI       |
| 19 de outubro de 2010  | Download digital (versão álbum)     | EMI       |
| 9 de novembro de 2010  | Download digital (EP - Fan Edition) | EMI       |

## Versão com Renne
Em 10 de dezembro de 2010 foi lançada uma versão em português da canção com participação do cantor brasileiro Renne. A canção é um single promocional da edição deluxe do álbum Mi Delirio (2010), liberado apenas no Brasil para divulgar o trabalho.

### Apresentações ao vivo
As únicas apresentações da canção foram realizada apenas por Renne, a primeira foi no HSBC Brasil em 24 de janeiro de 2011 em São Paulo. Renne também apresentou a canção no Estúdio ShowLivre transmitido ao vivo no dia 29 de março de 2012.

### Vídeo musical
O vídeo musical e a canção foram gravados no dia 04 de outubro de 2010, no estúdio Na Cena, em São Paulo, sob a direção de Rafael Kent e com a participação no piano do cantor Renne Fernandes. O clipe estreou em 10 de dezembro no canal da cantora no YouTube. O videoclipe foi dirigido por Rafael Kent.

### Posição nas paradas de clipes
| Paradas (2011)      | Posição |
| ------------------- | ------- |
| Brasil (Top 10 MTV) | 3       |
| Brasil (TVZ)        | 1       |

## Versão com Noel Schajris
Em 11 de janeiro de 2011 foi lançada uma versão em espanhol da canção com a participação do cantor e compositor argentino Noel Schajris. A canção esteve apenas na versão colombiana da edição deluxe do álbum Mi Delirio (2010).

### Apresentações ao vivo
A primeira apresentação ao vivo da canção aconteceu no dia 5 de dezembro de 2010 na final do programa mexicano Décadas. A dupla voltou a se apresentar juntos em 9 de fevereiro de 2011 durante o concerto EXA, no mesmo dia em que foi gravado o vídeo musical da canção. As duas últimas performances aconteceram em São Paulo e no Rio de Janeiro durante a terceira fase da Mi Delirio World Tour.

### Vídeo musical
O video foi filmado horas antes da apresentação da cantora no evento EXA, em 9 de fevereiro de 2011, na Cidade do México, com participação no piano e vocal do argentino Noel Schajris. O clipe estreou em 10 de março no canal Vevo da cantora no YouTube.

### Faixas e formatos
Download digital (com Noel Schajris)
1. "Alérgico" (com Noel Schajris) – 4:01

### Histórico de lançamento
| Data                  | Formato          | Gravadora |
| --------------------- | ---------------- | --------- |
| 11 de janeiro de 2011 | Download digital | EMI       |